# Bortom bergen
Bortom bergen (rumänska: După dealuri) är en belgisk-fransk-rumänsk dramafilm från 2012, i regi av Cristian Mungiu och med Cosmina Stratan och Cristina Flutur i huvudrollerna. Handlingen följer två unga kvinnor vid ett ortodoxt kloster. Filmen hade premiär 19 maj i huvudtävlan vid Filmfestivalen i Cannes 2012. Stratan och Flutur delade på festivalens pris för bästa kvinnliga skådespelare och Mungiu belönades för bästa manuskript.

## Rollista
| Cosmina Stratan    | – Voichiţa         |
| Cristina Flutur    | – Alina            |
| Valeriu Andriuţă   | – präst            |
| Dana Tapalaga      | – abbedissan       |
| Catalina Harabagiu | – Antonia          |
| Gina Tandura       | – nunnan Iustina   |
| Vica Agache        | – nunnan Elisabeta |
| Nora Covali        | – nunnan Pahomia   |
| Dionisie Vitcu     | – herr Valerica    |

## Mottagande

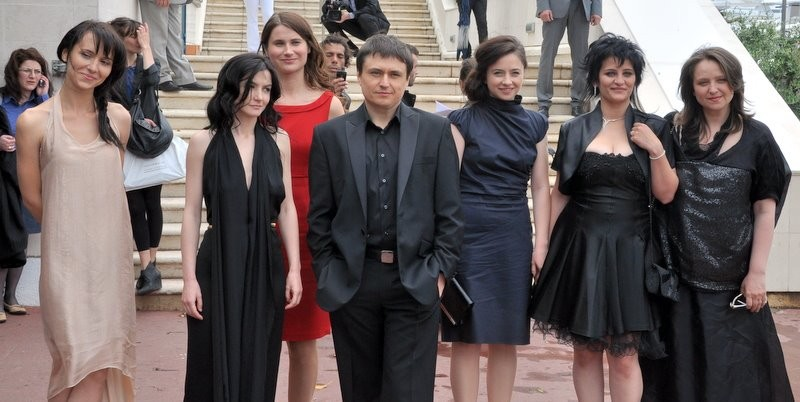
Skådespelare och filmskapare vid Filmfestivalen i Cannes

Fredrik Sahlin skrev för Svt.se: "I en sekulär svensk ögon ter sig klostret som rena dårhuset (lite överspel bidrar) men filmen handlar till största del inte om just religion, snarare om vådan av slutna samhällen, om hur även goda intentioner kan ge onda konsekvenser och hur gärningar som ter sig fullständigt logiska inom den lilla gruppen, med ett eget värdesystem, är rena galenskapen i omvärldens ögon. Mungius skapelse växer i efterhand, lämnar små tankefragment som ligger och skaver i hjärnan en bra stund."